# 全国レディーステニス大会
全国レディーステニス大会（ぜんこく―たいかい）は、毎年11月上旬に有明テニスの森公園で開催される女子テニス大会である。正式な大会名はソニー生命カップ 全国レディーステニス大会。

## 大会概要
- 主催：日本テニス協会・朝日新聞社
- 後援：日本スポーツ協会・日刊スポーツ新聞社・テレビ朝日系列各局・各都道府県テニス協会
- 主管：日本女子テニス連盟・各都道府県支部
- 協賛：ソニー生命保険

## 大会方式
種目は女子ダブルスのみ。全日本選手権・国スポ経験者や過去の大会で上位に入った選手は出場できないなど厳しい出場制限がある。
8月下旬から10月上旬まで各都道府県大会が開催され、各1組が全国決勝大会に進出する。
全国決勝大会はノックアウト方式で優勝を争う。